# Анисимов, Фёдор Михайлович
Фёдор Михайлович Анисимов (29 декабря 1914, Короткое, Корочанский уезд, Курская губерния, Российская империя — 30 апреля 1988, Свирьстрой, Ленинградская область) — передовик производства, старший машинист турбины Нижнесвирской ГЭС Ленэнерго Министерства энергетики и электрификации СССР, Ленинградская область. Герой Социалистического Труда (1966).

## Биография
Родился 19 марта 1914 года в Курской губернии. Осиротел в раннем возрасте. С 1934 года трудился разнорабочим на строительстве Нижнесвирской ГЭС. Окончил вечернюю школу рабочей молодёжи и курсы машинистов-турбинистов, после чего трудился машинистом гидротурбин на Нижнесвирской ГЭС.
После начала Великой Отечественной войны эвакуировался в Пермь, где работал на Краснокамской ГЭС. В 1944 году возвратился в Ленинградскую область и восстанавливал разрушенные Нижнесвирскую и Волховскую ГЭС. В 1944 году вступил в ВКПб).
4 октября 1966 года удостоен звания Героя Социалистического Труда «за выдающиеся успехи, достигнутые в выполнении заданий семилетнего плана по развитию энергетики страны».
После выхода на пенсию проживал в Лодейнопольском районе Ленинградской области.

## Награды
- Герой Социалистического Труда — указом Президиума Верховного Совета СССР от 4 октября 1966 года
- Орден Ленина
- Орден «Знак Почёта» (01.04.1945) — за восстановление Волховской ГЭС
- Медаль «За трудовое отличие» (28.05.1952)
- Медаль «За трудовую доблесть» (02.03.1954)